# Чахар – Правий Задній стяг
41°26′18″ пн. ш. 113°10′59″ сх. д. / 41.4383° пн. ш. 113.18306° сх. д.
Чахар – Правий Задній стяг (кит. 察哈尔右翼后旗, пін. Cháhā'ĕr Yòuyì Hòuqí) — один із повітів КНР у складі префектури Уланчаб, Внутрішня Монголія. Адміністративний центр — містечко Баян-Цаган.

## Географія
Чахар – Правий Задній стяг лежить на висоті понад 1440 метрів над рівнем моря у межах Монгольського плато.

### Клімат
Хошун знаходиться у зоні, котра характеризується вологим континентальним кліматом з теплим літом. Найтепліший місяць — липень із середньою температурою 20,3 °C. Найхолодніший місяць — січень, із середньою температурою -13,7 °С.
| Клімат хошуну Чахар – Правий Задній стяг | Клімат хошуну Чахар – Правий Задній стяг | Клімат хошуну Чахар – Правий Задній стяг | Клімат хошуну Чахар – Правий Задній стяг | Клімат хошуну Чахар – Правий Задній стяг | Клімат хошуну Чахар – Правий Задній стяг | Клімат хошуну Чахар – Правий Задній стяг | Клімат хошуну Чахар – Правий Задній стяг | Клімат хошуну Чахар – Правий Задній стяг | Клімат хошуну Чахар – Правий Задній стяг | Клімат хошуну Чахар – Правий Задній стяг | Клімат хошуну Чахар – Правий Задній стяг | Клімат хошуну Чахар – Правий Задній стяг | Клімат хошуну Чахар – Правий Задній стяг |
| Показник                                 | Січ.                                     | Лют.                                     | Бер.                                     | Квіт.                                    | Трав.                                    | Черв.                                    | Лип.                                     | Серп.                                    | Вер.                                     | Жовт.                                    | Лист.                                    | Груд.                                    | Рік                                      |
| Середній максимум, °C                    | −6,5                                     | −2,5                                     | 4,2                                      | 13,2                                     | 20,1                                     | 24,7                                     | 26,4                                     | 24,4                                     | 19,6                                     | 12,1                                     | 2,6                                      | −4,5                                     | 11,2                                     |
| Середня температура, °C                  | −13,7                                    | −10                                      | −3                                       | 6                                        | 13,2                                     | 19,2                                     | 20,3                                     | 18,2                                     | 12,7                                     | 5                                        | −4,3                                     | −11,2                                    | 4,3                                      |
| Середній мінімум, °C                     | −18,9                                    | −15,8                                    | −9,1                                     | −0,8                                     | 6,1                                      | 11,4                                     | 14,2                                     | 12,2                                     | 6,5                                      | −0,7                                     | −9,5                                     | −16,2                                    | −1,7                                     |
| Норма опадів, мм                         | 1.4                                      | 2.6                                      | 6.1                                      | 13.7                                     | 29.5                                     | 42.1                                     | 93.9                                     | 71.6                                     | 37.2                                     | 14.5                                     | 4.1                                      | 2.1                                      | 318.8                                    |
| Вологість повітря, %                     | 60                                       | 54                                       | 45                                       | 37                                       | 39                                       | 47                                       | 60                                       | 64                                       | 57                                       | 52                                       | 54                                       | 59                                       | 52.3                                     |
| ---------------------------------------- | ---------------------------------------- | ---------------------------------------- | ---------------------------------------- | ---------------------------------------- | ---------------------------------------- | ---------------------------------------- | ---------------------------------------- | ---------------------------------------- | ---------------------------------------- | ---------------------------------------- | ---------------------------------------- | ---------------------------------------- | ---------------------------------------- |
| Джерело: data.cma.cn                     |                                          |                                          |                                          |                                          |                                          |                                          |                                          |                                          |                                          |                                          |                                          |                                          |                                          |